# Les Grandes Sirènes
Les Grandes Sirènes est un tableau de grandes dimensions (201,9 × 309,9 cm) réalisé en 1947 par le peintre belge Paul Delvaux. Il est conservé dans la collection du Metropolitan Museum of Art, à New York.

## Sujet et composition
Le tableau est l'une des plus grandes toiles de Delvaux. Il représente un groupe de femmes partiellement nues au clair de lune, immobiles dans un paysage architectural comprenant sur la droite une colline avec deux temples de style gréco-romain. Selon la description du Metropolitan Museum of Art, le décor « révèle l'admiration du peintre pour l'œuvre de Giorgio De Chirico ». Les femmes au premier plan sont séduisantes, voire menaçantes, dans leur séduction tranquille. Au loin, un groupe de sirènes exercent leur magie sur un individu solitaire portant un chapeau melon. L'ensemble de la composition évoque des fantasmes érotiques.

## Provenance
Le tableau a été exposé pour la première fois à la Galerie René Drouin à Paris le 5 mars 1948. Il a été acheté par le dramaturge Claude Spaak en 1949, après quoi il a été vendu plusieurs fois à différents collectionneurs bruxellois. Le producteur de musique américain Jean Aberbach (en) l'a acheté en 1967. Il l'échange ensuite avec son frère Julian  Aberbach (en), qui veut ce tableau et des œuvres de René Magritte en échange de quelques sculptures d'Alberto Giacometti. Julian Aberbach a ensuite donné Les Grandes Sirènes au Metropolitan Museum of Art en 1979.